# Новосілка (Заліщицька міська громада)
Новосі́лка — село в Україні, у Заліщицькій міській громаді Чортківського району Тернопільської області. Розташоване на річці Хромава, на південному сході району. Раніше називалося Новосілка-Костюкова. До Новосілки приєднано хутір Перемитівка.
Населення — 1691 особа (2001).

## Історія
Трипільське поселення етапу В – в урочищі Вепрів. Черняхівське поселення на полі Стіжки, віддаленому на чотири кілометри на схід від села, на схилі неглибокого яру. В 1931 році Т.Сулімірський виявив житло, залізну сокиру з кістяним клином, глиняне пряслице, рогове долото, кілька уламків кружальних посудин, сірої та червоної ліпної кераміки. Дві римські монети, серед яких один срібний динарій. Давньоруський могильник розміщений в урочищі “Чагор” і “Петринське”, виявлено підплитові трупопокладення. 
В першій половині 17-го століття воєвода Костюк на стрімкому пагорбі в лісі будує замок для захисту від турків. З трьох сторін замок омиває вода. Зараз від замку залишилися тільки руїни однієї башти і висохлі два струмки, які впадали у річку Хромову і обмивали замок. Воєвода Костюк, який переселився в замок, дав наділи землі своїм людям для будівництва осель. І перших хто поселився на території нашого села, був фірман Костюка – Рак. Він поселився в південно-західній частині села і в честь свого першого поселення вулиця носить назву Раків Кут. Люди, які поселилися вниз по річці на південь від замку, дали своїй вулиці назву Нижній Кут (тепер Нижник), тому що вона розташована внизу (найнижче) від інших вулиць села. А ті, хто поселився поблизу замку, назвали свою вулицю Підзамок. Вулиця Підлісок була найвіддаленіша від замку, під самісіньким лісом, тому й мала таку назву.
Перша писемна згадка — 1530.
Діяли українські товариства «Просвіта», «Січ», «Луг», «Сільський господар» та інші, кооператива.
У 1928—1929 роках тут вивчав пам’ятки трипільської культури та здійснив пробні розкопки Олег Ольжич.
12 червня 2020 року, відповідно до розпорядження Кабінету Міністрів України № 724-р «Про визначення адміністративних центрів та затвердження територій територіальних громад Тернопільської області» увійшло до складу Заліщицької міської громади.
19 липня 2020 року, в результаті адміністративно-територіальної реформи та ліквідації Заліщицького району, увійшло до складу новоутвореного Чортківського району.

## Населення

### Мова
Розподіл населення за рідною мовою за даними перепису 2001 року:
| Мова       | Кількість | Відсоток |
| ---------- | --------- | -------- |
| українська | 1683      | 99.53%   |
| російська  | 7         | 0.41%    |
| румунська  | 1         | 0.06%    |
| Усього     | 1691      | 100%     |

## Пам'ятки
- Церква святого архистратига Михаїла (1900, кам'яна, розписав І. Ставничий)
- Каплиця святої Магдалини (19 ст.)
- Збереглися залишки вежі замку (17 ст.), мавзолей Шелінських (1817). Встановлено пам'ятний хрест на честь скасування панщини (1854), споруджено пам'ятник воїнам-односельцям, полеглим у німецько-радянській війні (1965), насипано символічну могилу, та встановлено пам'ятний комплекс Борцям за волю України (1996).
- Геологічні пам'ятки природи місцевого значення Карстова лійка «Мархонівка» та Карстова лійка «Язвінь».

## Соціальна сфера
Працюють ЗОШ 1-2 ступ, Будинок культури, бібліотека, ФАП, аптека, відділення зв'язку, дитячий навчальний заклад «Веселка».

## Відомі люди

### Народилися
- Спиридон Кархут —український священник, мовознавець, перекладач, освітянин
- Онуфрій Нагуляк — український і радянський військовий діяч, полковник РСЧА.

### Проживали, перебували
- поетеса Климентина Попович-Боярська,
- письменник Юрій Федькович (2 рази був в гостях у однополчанина С.Нарівняка та його родичів; йому присвятив поему «Пуга» (1862 р.)[7]).

## Галерея

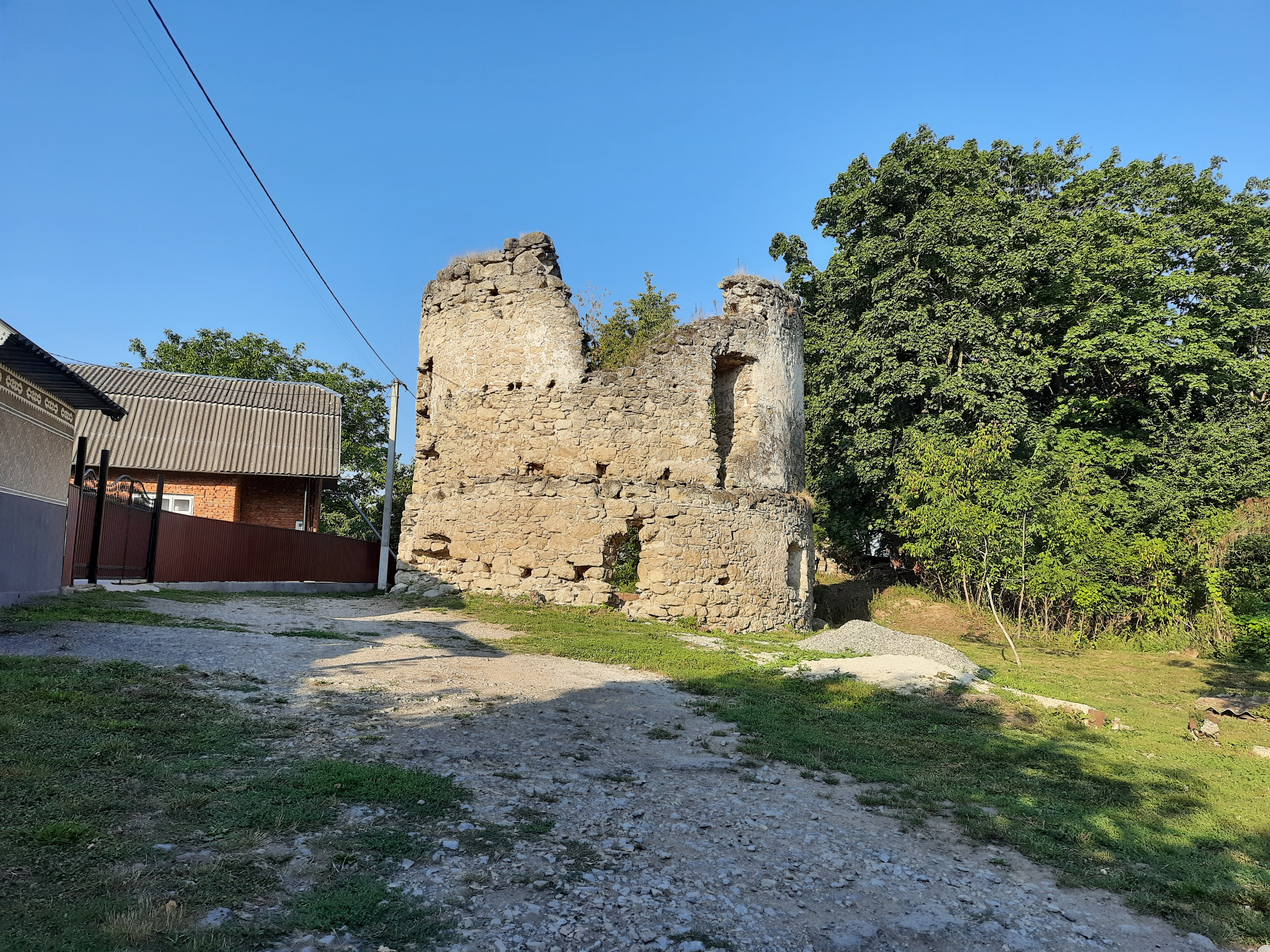
Вежа замку (17 ст.)
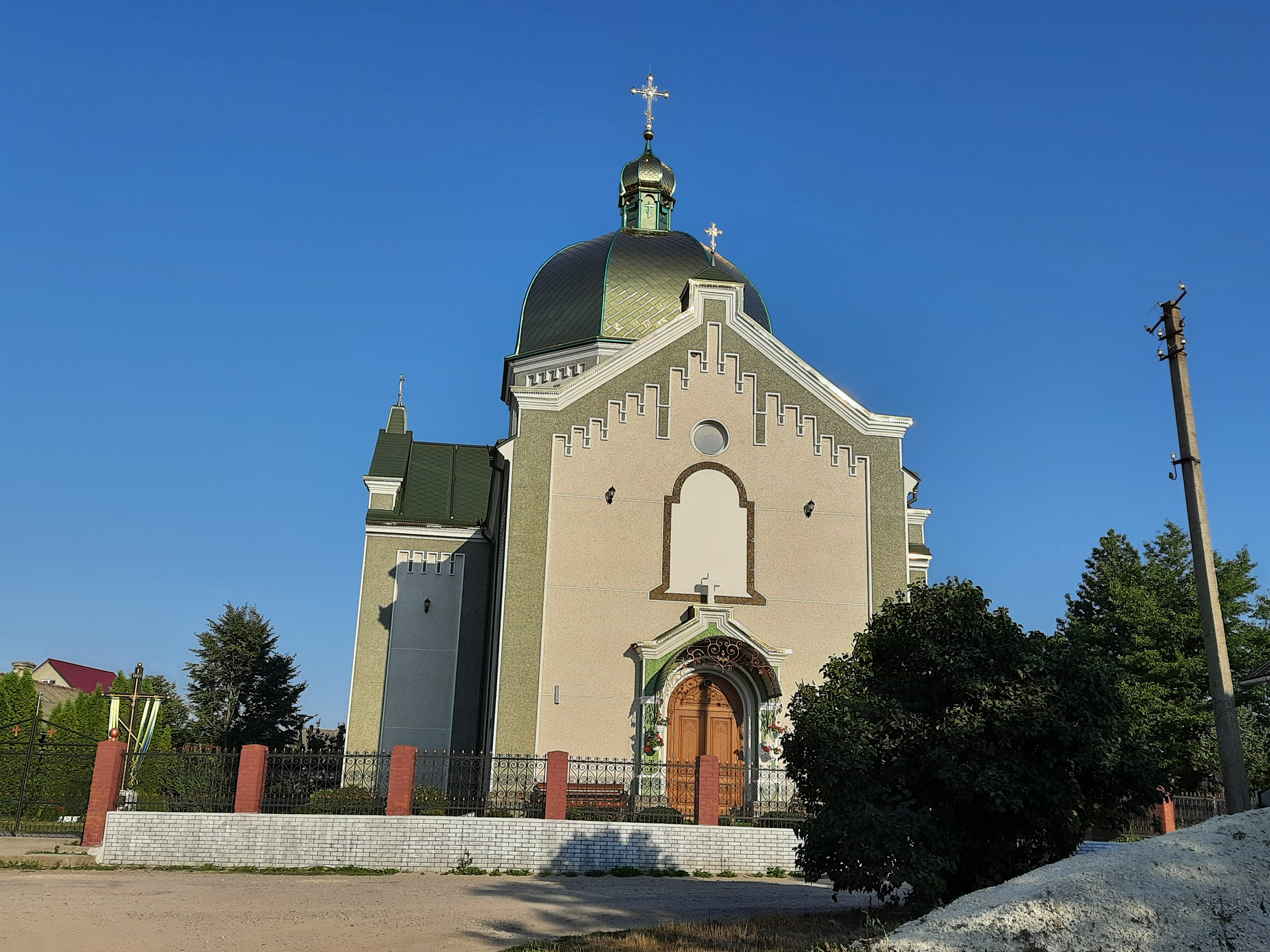
Церква святого архистратига Михаїла (1900)
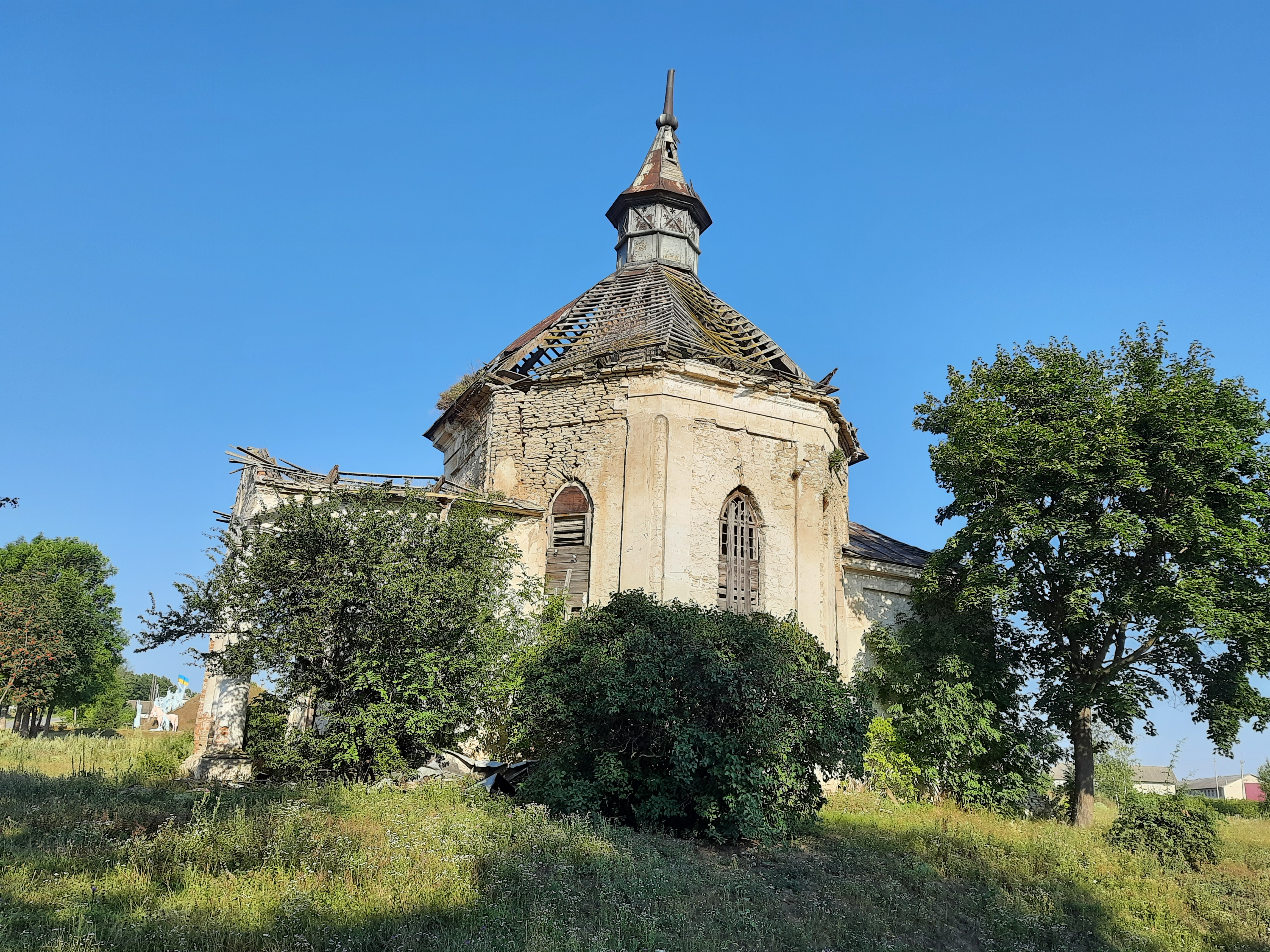
Усипальниця Шелінських.(19 ст.)
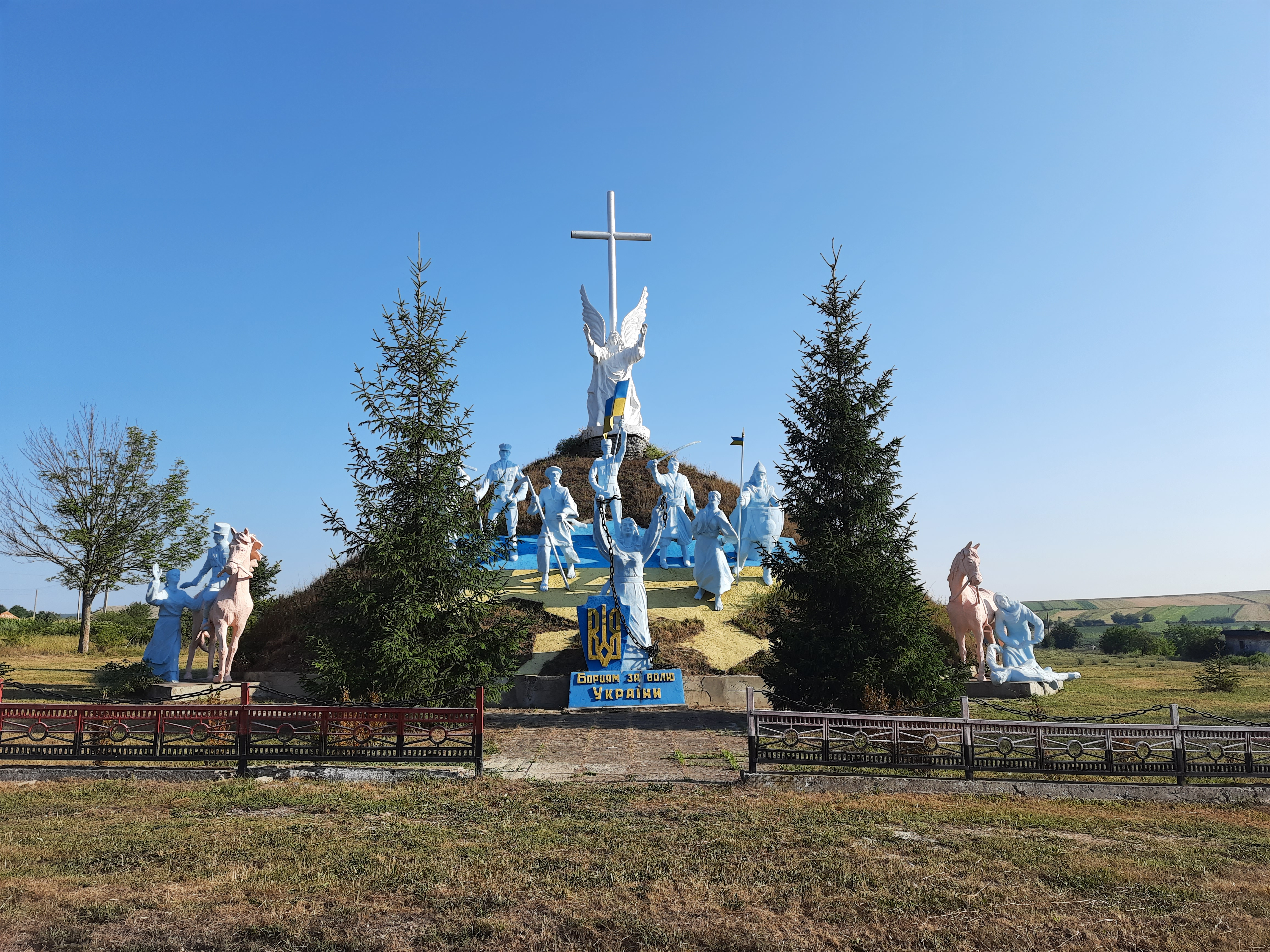
Меморіал борцям за волю України

## Виноски
1. ↑  admin. Археологія та стародавня історія Заліщицького району | Замки, відпочинок, оздоровлення, зцілення в Галичині (укр.). Процитовано 22 березня 2021.
2. ↑  Сіреджук П. Першовитоки. — К., 1994. — С. .
3. ↑  КАНДИБА-ОЛЬЖИЧ Олег Олександрович. Тернопільщина (укр.). 20 вересня 2020. Процитовано 24 лютого 2024.
4. ↑  Кабінет Міністрів України - Про визначення адміністративних центрів та затвердження територій територіальних громад Тернопільської області. www.kmu.gov.ua (ua) . Архів оригіналу за 23 січня 2022. Процитовано 22 жовтня 2021.
5. ↑  Постанова Верховної Ради України від 17 липня 2020 року № 807-IX «Про утворення та ліквідацію районів»
6. ↑  Рідні мови в об'єднаних територіальних громадах України — Український центр суспільних даних
7. ↑  Щербак Л. Федькович Юрій Адальбертович // Тернопільський енциклопедичний словник : у 4 т. / редкол.: Г. Яворський та ін. — Тернопіль : Видавничо-поліграфічний комбінат «Збруч», 2008. — Т. 3 : П — Я. — С. 656. — ISBN 978-966-528-279-2.